# سبرينغ غروف (بنسلفانيا)
سبرينغ غروف (بالإنجليزية: Spring Grove borough, Pennsylvania)‏ هي منطقة سكنية تقع بولاية بنسيلفانيا في الولايات المتحدة. تبلغ مساحتها 2.03 كم2، وترتفع عن سطح البحر 135.0264 م، بلغ عدد سكانها 2,167 نسمة في عام 2010 حسب إحصاء مكتب تعداد الولايات المتحدة وتصل الكثافة السكانية فيها 1,067.5 نسمة لكل كيلومتر مربع (2,764.8/ميل2).

## التركيبة السكانية
حدّد مكتب تعداد الولايات المتحدة بيانات التركيبة السكانية لسبرينغ غروف في تعداد الولايات المتحدة. في ما يلي، التركيبة السكانية حسب تعدادي 2000 و2010.

### تعداد عام 2000
بلغ عدد سكان سبرينغ غروف 2,050 نسمة بحسب تعداد عام 2000، وبلغ عدد الأسر 817 أسرة وعدد العائلات 570 عائلة مقيمة في المنطقة السكنية. في حين سجلت الكثافة السكانية 1,009.9 نسمة لكل كيلومتر مربع (2,615.6/ميل2). وبلغ عدد الوحدات السكنية 848 وحدة بمتوسط كثافة قدره 417.7 لكل كيلومتر مربع (1,081.8/ميل2).
وتوزع التركيب العرقي للمنطقة السكنية بنسبة 97.56% من البيض و0.20% من الأمريكيين الأفارقة و0.15% من الأمريكيين الأصليين و0.63% من الأمريكيين ذوي الأصول الآسيوية و0.83% من الأعراق الأخرى و0.63% من عرقين مختلطين أو أكثر و1.66% من الهسبانيون أو اللاتينيون من أي عرق.
بلغ عدد الأسر 817 أسرة كانت نسبة 39.4% منها لديها أطفال تحت سن الثامنة عشر تعيش معهم، وبلغت نسبة الأزواج القاطنين مع بعضهم البعض 51.5% من أصل المجموع الكلي للأسر، ونسبة 13.5% من الأسر كان لديها معيلات من الإناث دون وجود شريك، بينما كانت نسبة 4.8% من الأسر لديها معيلون من الذكور دون وجود شريكة وكانت نسبة 30.2% من غير العائلات. تألفت نسبة 25.6% من أصل جميع الأسر من عدة أفراد يعيشون في نفس المنزل ونسبة 11% كانت تتألف من شخص يعيش بمفرده يبلغ من العمر 65 عاماً أو أكثر. وبلغ متوسط حجم الأسرة المعيشية 2.51، أما متوسط حجم العائلات فبلغ 3.01.
بلغ العمر الوسطي للسكان 34.0 عاماً. وكانت نسبة 27.3% من القاطنين تحت سن الثامنة عشر، وكانت نسبة 9.6% بين الثامنة عشر والرابعة والعشرين عاماً، ونسبة 30.7% كانت واقعةً في الفئة العمرية ما بين الخامسة والعشرين والرابعة والأربعين عاماً، ونسبة 20.4% كانت ما بين الخامسة والأربعين والرابعة والستين، ونسبة 12% كانت ضمن فئة الخامسة والستين عاماً فما فوق. يوجد لكل 100 أنثى 99.4 ذكر، ويوجد لكل 100 أنثى في الثامنة عشر من عمرها فما فوق 91.3 ذكر.
بلغ متوسط دخل الأسرة في المنطقة السكنية 42,609 دولارًا، أما متوسط دخل العائلة فبلغ 52,228 دولارًا. وكان متوسط دخل الذكور 36,842 دولارًا مقابل 25,714 دولارًا للإناث. وسجل دخل الفرد الخاص بالمنطقة السكنية 20,124 دولارًا. وكانت نسبة 2.9% من العائلات ونسبة 5.8% من السكان تحت خط الفقر، وكان من هؤلاء نسبة 7.8% تحت سن الثامنة عشر ونسبة 5% في الخامسة والستين من العمر وما فوق.

### تعداد عام 2010
بلغ عدد سكان سبرينغ غروف 2,167 نسمة بحسب تعداد عام 2010، وبلغ عدد الأسر 865 أسرة وعدد العائلات 616 عائلة مقيمة في المنطقة السكنية. في حين سجلت الكثافة السكانية 1,067.5 نسمة لكل كيلومتر مربع (2,764.8/ميل2). وبلغ عدد الوحدات السكنية 926 وحدة بمتوسط كثافة قدره 456.2 لكل كيلومتر مربع (1,181.6/ميل2).
وتوزع التركيب العرقي للمنطقة السكنية بنسبة 93.86% من البيض و0.69% من الأمريكيين الأفارقة و0.46% من الأمريكيين ذوي الأصول الآسيوية و3.97% من الأعراق الأخرى و1.02% من عرقين مختلطين أو أكثر و6.09% من الهسبانيون أو اللاتينيون من أي عرق.
بلغ عدد الأسر 865 أسرة كانت نسبة 34.9% منها لديها أطفال تحت سن الثامنة عشر تعيش معهم، وبلغت نسبة الأزواج القاطنين مع بعضهم البعض 51.1% من أصل المجموع الكلي للأسر، ونسبة 14.6% من الأسر كان لديها معيلات من الإناث دون وجود شريك، بينما كانت نسبة 5.5% من الأسر لديها معيلون من الذكور دون وجود شريكة وكانت نسبة 28.8% من غير العائلات. تألفت نسبة 22% من أصل جميع الأسر من عدة أفراد يعيشون في نفس المنزل ونسبة 6.8% كانت تتألف من شخص يعيش بمفرده يبلغ من العمر 65 عاماً أو أكثر. وبلغ متوسط حجم الأسرة المعيشية 2.51، أما متوسط حجم العائلات فبلغ 2.89.
بلغ العمر الوسطي للسكان 36.8 عاماً. وكانت نسبة 24.7% من القاطنين تحت سن الثامنة عشر، وكانت نسبة 9.7% بين الثامنة عشر والرابعة والعشرين عاماً، ونسبة 27% كانت واقعةً في الفئة العمرية ما بين الخامسة والعشرين والرابعة والأربعين عاماً، ونسبة 26.8% كانت ما بين الخامسة والأربعين والرابعة والستين، ونسبة 11.8% كانت ضمن فئة الخامسة والستين عاماً فما فوق. وتوزع التركيب الجنسي للسكان بنسبة 50.4% ذكور و49.6% إناث.

## وصلات خارجية
- الموقع الرسمي